# Auguste de Nagle
Pour les articles homonymes, voir Nagle.
Auguste Jean-Marie de Nagle est un homme politique français né le 22 mars 1799 à Château-Gontier (Mayenne) et mort le 17 décembre 1878 à La Rochelle (Charente-Maritime).

## Biographie
Fils de Thomas-Patrice Nagle, il est commandant de la garde nationale de la Rochelle. Il est député de la Charente-Maritime de 1849 à 1851, siégeant à droite.

## Sources
- « Auguste de Nagle », dans Adolphe Robert et Gaston Cougny, Dictionnaire des parlementaires français, Edgar Bourloton, 1889-1891 [détail de l’édition]